# Mylène Gilbert-Dumas
Pour les articles homonymes, voir Gilbert et Dumas.
Mylène Gilbert-Dumas, née en 1967 à Sherbrooke au Québec, est une écrivaine et scénariste québécoise.

## Biographie
Mylène Gilbert-Dumas est diplômée de l'Université Laval en études françaises et en enseignement du français langue maternelle et langue seconde. Auteure de sept romans historiques et de trois romans fantastiques pour adolescents, elle écrit désormais des romans contemporains grand public et des romans de fantasy pour adultes. En 2009, elle a remporté la résidence d'écriture Berton House Writer's Retreat de Dawson City, au Yukon, où elle séjourné de la fin décembre à la fin de mars 2010. Séduite par le Yukon, elle y est retournée neuf fois et y a consacré sept romans. Après avoir vécu vingt ans dans la région de Québec, elle habite maintenant à Sherbrooke, au Québec.

## Œuvres

### Romans
- L'amour à Kingscroft (2023)
- Noël à Kingscroft (2021)
- Le Livre de Judith (2019)
- La mémoire du temps : une enquête de V.A. Constantineau (2017)
- Une deuxième vie - Sur la glace du fleuve Tome 2 (2015)
- Une deuxième vie - Sous le soleil de minuit Tome 1 (2015)
- Détours sur la route de Compostelle (2014)
- Les deux saisons du Faubourg (2013)
- Yukonnaise (2012)
- L'Escapade sans retour de Sophie Parent (2011)
- Lili Klondike Tome 3 (2009)
- Lili Klondike Tome 2 (2009)
- Lili Klondike Tome 1 (2008)
- 1704 (2006)
- Les dames de Beauchêne Tome 3 (2005)
- Les dames de Beauchêne Tome 2 (2004)
- Les dames de Beauchêne Tome 1 (2002)

### SérieSous le ciel de Tessila
1. La coupe de Djam (2022)
2. La Conjuration des agneaux (2023)

### Romans jeunesse
- Mort suspecte au Yukon (2012)
- Sur les traces du mystique (2010)
- Rhapsodie bohémienne (2005)
- Mystique (2003)

### Essais
- Trop c'est comme pas assez (février 2021)

## Distinctions
- Lauréate du Prix estrien de littérature grand public, 2023, Sous le ciel de Tessila - La conjuration des agneaux[2]
- Finaliste au Grand prix du livre de la Ville de Sherbrooke 2022, Sous le ciel de Tessila, La coupe de Djam)
- Lauréate du Prix estrien de littérature grand public, 2019, Le Livre de Judith[3]
- Finaliste avec mention d'excellence au prix de la Société des écrivains francophones d'Amérique 2017, La Mémoire du temps.
- Finaliste au prix Alfred-DesRochers 2014, Détours sur la route de Compostelle
- Finaliste au Prix jeunesse des univers parallèles 2014, Mort suspecte au Yukon[4]
- Invitée d'honneur au Salon du livre de Montréal 2012[5]
- Finaliste au prix Alfred-DesRochers 2012, Yukonnaise
- Finaliste au prix Alfred-DesRochers 2011, L'escapade sans retour de Sophie Parent
- Récipiendaire du prix littéraire Juge-Lemay 2011 remis par la Société Saint-Jean-Baptiste de Sherbrooke[6]
- Finaliste au Grand prix du livre de la ville de Sherbrooke 2010, Lili Klondike, tome 2[7]
- mars 2010
- Résidence d’écrivain à la Berton House Writers’ Retreat de Dawson City, au Yukon de janvier à [1]
- Finaliste (sceau d'argent) du Prix du livre M. Christie 2004, Mystique
- Finaliste au Grand prix de la relève littéraire Archambault 2003, Les dames de Beauchêne Tome 1[8]
- Prix Robert-Cliche 2002, Les dames de Beauchêne Tome 1[9]